# Ốc lác
Ốc lác, tên khoa học Pila conica, còn gọi là ốc bươu đen, ốc nhồi, ốc mít conica, ốc bươu, ốc mít là một loài ốc nước ngọt với một nắp, là động vật chân bụng sống dưới nước động vật thân mềm trong họ Ampullariidae. Chúng thường tìm thấy được ở Nam Trung Quốc, Việt Nam, Lào và Campuchia. Tại Việt Nam, chúng phân bố nhiều ở vùng đồng bằng và trung du Bắc Bộ, Nam Bộ. Ở Nam Bộ còn chia làm 2 loại: Ốc lác có phần đuôi của vỏ ốc phẳng, còn ốc bươu đen có phần đuôi nhọn hơn. Ốc lác tại Việt Nam được dùng như làm thức ăn bổ sung hoặc được chế biến thành các món ẩm thực được ưa chuộng cả ở miền Bắc lẫn miền Nam Việt Nam.

## Mô tả
Ốc cỡ lớn, mặt vỏ không bóng, mầu xanh đen hay xanh vàng ở con nhỏ, có thể có đường vòng màu nâu tím chạy song song với các rãnh xoắn. Số tầng xoắn ốc từ 5 - 5,5. Các tầng ốc phồng, rãnh xoắn nông, tầng ốc cuối phình to, các tầng ốc trên nhỏ, thấp làm ốc có dáng tròn. Lỗ miệng vỏ loe rộng, rãnh miệng sắc, không lộn trái. Lớp sứ bờ trụ mỏng. Nắp miệng có tấm ở gần cạnh trong. Ốc lác trước đây có nhiều trong tự nhiên nhưng số lượng ngày nay đã giảm đáng kể do xuất hiện ốc bươu vàng.